# Iconom stavrofor
Iconom stavrofor este un rang onorific bisericesc care se conferă preoților cu o activitate pastorală excepțională de către episcopul eparhiot. Preoții care au un asemenea rang poartă ca semn distinctiv un brâu roșu și o cruce pectorală, iar la serviciile religioase și o bederniță, singura diferență față de preoții iconomi fiind purtarea crucii pectorale.
În Biserica Ortodoxă Română, conform articolului 145, alineatul 3 din Statutul BOR, "rangul de iconom stavrofor se acordă de Chiriarh, într-o ședință a Permanenței Consiliului Eparhial, preoților iconomi, care au o activitate bisericească excepțională. Iconomul stavrofor poartă ca semn distinctiv cruce pectorală, brâu roșu, iar la serviciile religioase, bederniță." 